# أندرو وانغ
أندرو وانغ هو متزلج فني صيني، ولد في القرن العشرين في الصين.